# Фраєнбах
Фраєнбах (нім. Freienbach) — місто  в Швейцарії в кантоні Швіц, округ Гофе.

## Географія
Місто розташоване на відстані близько 105 км на схід від Берна, 22 км на північ від Швіца.
Фраєнбах має площу 13,8 км², з яких на 33,3% дозволяється будівництво (житлове та будівництво доріг), 38,5% використовуються в сільськогосподарських цілях, 23,5% зайнято лісами, 4,7% не є продуктивними (річки, льодовики або гори).

## Демографія
2019 року в місті мешкало 16 506 осіб (+5,5% порівняно з 2010 роком), іноземців було 29,2%. Густота населення становила 1196 осіб/км².
За віковим діапазоном населення розподілялося таким чином: 17,7% — особи молодші 20 років, 63% — особи у віці 20—64 років, 19,3% — особи у віці 65 років та старші. Було 7314 помешкань (у середньому 2,2 особи в помешканні).
Із загальної кількості 15 135 працюючих 136 було зайнятих в первинному секторі, 2692 — в обробній промисловості, 12 307 — в галузі послуг.